# Buque arsenal

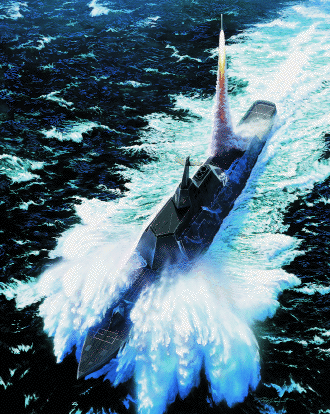
Representación artística de un buque arsenal lanzando un misil

Un buque arsenal es un concepto para una plataforma flotante de misiles destinada a tener hasta quinientas celdas de lanzamiento verticales para misiles de tamaño mediano, muy probablemente misiles de crucero. En el pensamiento naval actual de los EE. UU., un barco de este tipo inicialmente sería controlado de forma remota por un Sistema de combate Aegis, aunque los planes incluyen el control por aviones AWACS como el E-2 Hawkeye y el E-3 Sentry.

## Historia

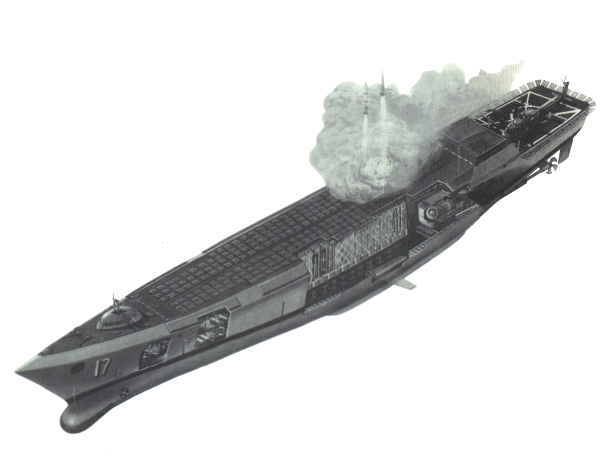
Representación de 1995 de un barco arsenal

Propuesto por la Marina de los Estados Unidos en 1996, el buque arsenal tuvo problemas de financiación, ya que el Congreso de los Estados Unidos canceló algunos fondos y la Agencia de Proyectos de Investigación Avanzada de Defensa (DARPA) proporcionó algunos fondos a contratistas individuales para prototipos. Se produjo una obra de arte conceptual del Arsenal Ship, con algunas imágenes que llevan el número "72", posiblemente insinuando una intención de clasificar los buques arsenal como un acorazado, ya que el último acorazado ordenado (pero nunca construido) fue el USS Louisiana.
El barco arsenal tendría una tripulación pequeña y hasta 500 tubos verticales de lanzamiento de misiles para proporcionar bombardeo de barco a tierra para las tropas invasoras. La Armada calculó un precio de 450 millones de dólares para el buque arsenal, pero el Congreso eliminó los fondos para el proyecto en 1998.
Desde entonces, la Marina de los EE. UU. ha modificado los cuatro submarinos clase Ohio más antiguos a la configuración SSGN, lo que les permite transportar hasta 154 misiles de crucero Tomahawk utilizando sistemas de lanzamiento vertical instalados en los tubos que anteriormente contenían misiles balísticos estratégicos, creando una embarcación aproximadamente equivalente al concepto de barco arsenal.
En 2013, Huntington Ingalls Industries revivió la idea cuando propuso una nueva versión para los buques de la clase San Antonio con una variante que transportaba hasta 288 celdas VLS para la defensa contra misiles balísticos y misiones de ataque de precisión.
China ha realizado estudios y probado modelos conceptuales de barcos arsenal parcial y completamente sumergibles. Corea del Sur también planea desplegar tres barcos de arsenal para fines de la década de 2020.